# Port of Saints
Port of Saints ist ein Jazzalbum von Michael Bisio, Raymond Boni, Dominic Duval und Joe McPhee. Die am 8. Mai 2000 in der Chapelle Sainte Philomène, Puget-Ville, entstandenen Aufnahmen erschienen 2006 auf CjRecord Productions, 2014 als Download auf Catalytic Sound.

## Hintergrund
Das Quartettalbum Port of Saints entstand in Frankreich, kurz vor der Duosession McPhees mit Raymond Boni (Voices & Dreams, Emouvance). McPhee schuf das Frontcover für das Album, mit einem Gemälde, das eine Galaxie darstellen könnte, notierte Lyn Horton. Ein Teil dieses galaktischen Kuchens wird ausgeschnitten, um die Farbe Schwarz an seiner Stelle zu belassen.

## Titelliste
- Michael Bisio, Raymond Boni, Dominic Duval, Joe McPhee: Port of Saints (CjRecord Productions CjR-6)[3]

1. Port of Saints 51:00
2. The Snake, the Fish (and Things) 13:52

Die Kompositionen stammen von Michael Bisio, Raymond Boni, Dominic Duval, Joe McPhee.

## Rezeption
Nach Ansicht von Lyn Horton, der das Album in All About Jazz rezensierte, sei die ungeschminkte Wahrheit über improvisierte Musik, „dass sie uns dorthin führt, wo wir niemals hingehen wollten.“ So beschreibe Port of Saints eine epische Reise, deren Hauptfigur das Saxophon ist. Bonis Gitarre fungiere als das Alter Ego des Saxophons. „Zwei Bässe liefern gönnerhaft Wegweiser für die Reise zu einem unbekannten, aber sicheren Ziel. Die Reise ist voller Fantasie und menschlicher Geist.“